# Circuito di Navarra
Il circuito di Navarra è un circuito automobilistico stradale permanente sito nei pressi di Los Arcos, nella regione spagnola della Navarra, da cui deriva il nome.

## La storia
Il circuito è stato inaugurato ufficialmente il 19 giugno 2010.
I primi avvenimenti agonistici sono delle gare motociclistiche il 31 luglio.
Nella sua prima stagione ospita una tappa dell'Auto GP e una della Superleague Formula.

## Il circuito
La pista è lunga 3,933 km e ha ottenuto l'omologazione della FIA T1 & Grado 2 (che consente test per vetture di Formula 1 e gare di Formula 2) e dalla FIM livello B, che consente di ospitare fino a gare della categoria Superbike.
La struttura ospita anche un kartodromo da 731 m. e un'area destinata all'educazione stradale.